# Nagykovácsi
Nagykovácsi es un pueblo húngaro perteneciente al distrito de Budakeszi, condado de Pest.

## Superficie
Cuenta con una superficie de 27,67 km².

## Demografía
Hasta 2024 la población era de 8809 habitantes, con una densidad de población de 318,35 hab/km².
| Gráfica de evolución demográfica de Nagykovácsi entre 2020 y 2024 |
|                                                                   |
| Datos según la Oficina Central de Estadística de Hungría.         |